# Жан Лан
Жан Лан (фр. Jean Lannes; 10 квітня 1769, Лектур, Гасконь, Франція — 31 травня 1809, Еберсдорф, Австрія) — французький військовий діяч, герцог де Монтебелло (з 19 березня 1808), маршал Франції (з 19 травня 1804), учасник революційних та наполеонівських війн. Похований в паризькому Пантеоні.
Лан був одним з найсміливіших та найталановитіших генералів Наполеона, і вважається одним з найвидатніших воєначальників в історії. Бонапарт якось сказав про Лана: «Я знайшов його пігмеєм, а втратив гігантом». Будучи особистим другом імператора, Лан мав право звертатися до Наполеона на «ти».

## Раннє життя

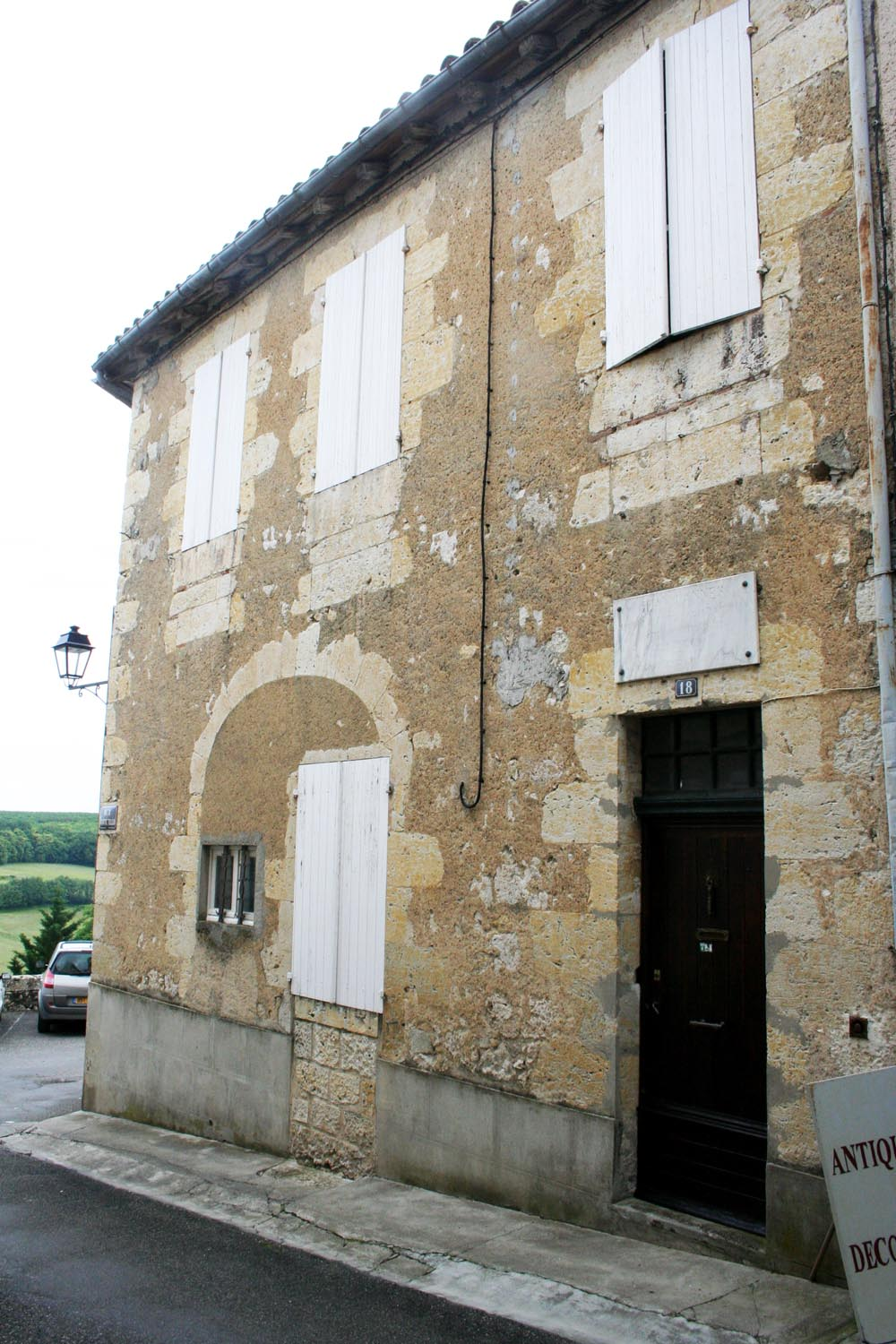
Будинок в якому народився Лан

Народився майбутній маршал імперії 10 квітня 1769 року в Лектурі, провінція Гасконь. Його батько, Жан Лан, був дрібним землевласником і торговцем. Складний фінансовий стан у сім'ї змусив батька відправити юного Жана вчитися на фарбаря. Жан він не отримував задоволення від роботи, тому як тільки почалися революційні війни, він подався до королівської армії. Але пробути йому довго там не судилось, він уляпався в дуель, де був пораненим. Повернувшись до рідного міста, йому знову довелось повернутись до нудної йому роботи. Однак 4 червня 1792 року він знову вступає на службу до 2-го волонтерського батальйону департаменту Жер. Жан був енергійним та харизматичним юнаком і його одразу ж обрали молодшим лейтенантом. Безпосереднім командиром Лана в навчальному таборі був майбутній генерал П'єр-Шарль Пузе. 17 травня 1793 року, на перевалі Сен-Лоран-Де-Сердан, Жан Лан отримав бойове хрещення у бою з іспанською армією. В одній із битв батальйон Лана охопила паніка, солдати почали тікати. Молодий офіцер кинувся за ними та зміг їх не тільки зупинити, а й перевести у контрнаступ. Завдяки своїм героїчним подвигам в Піренейській кампанії 1793—1795 років був підвищений у званні до командира бригади.

## Італійська кампанія і похід на Єгипет

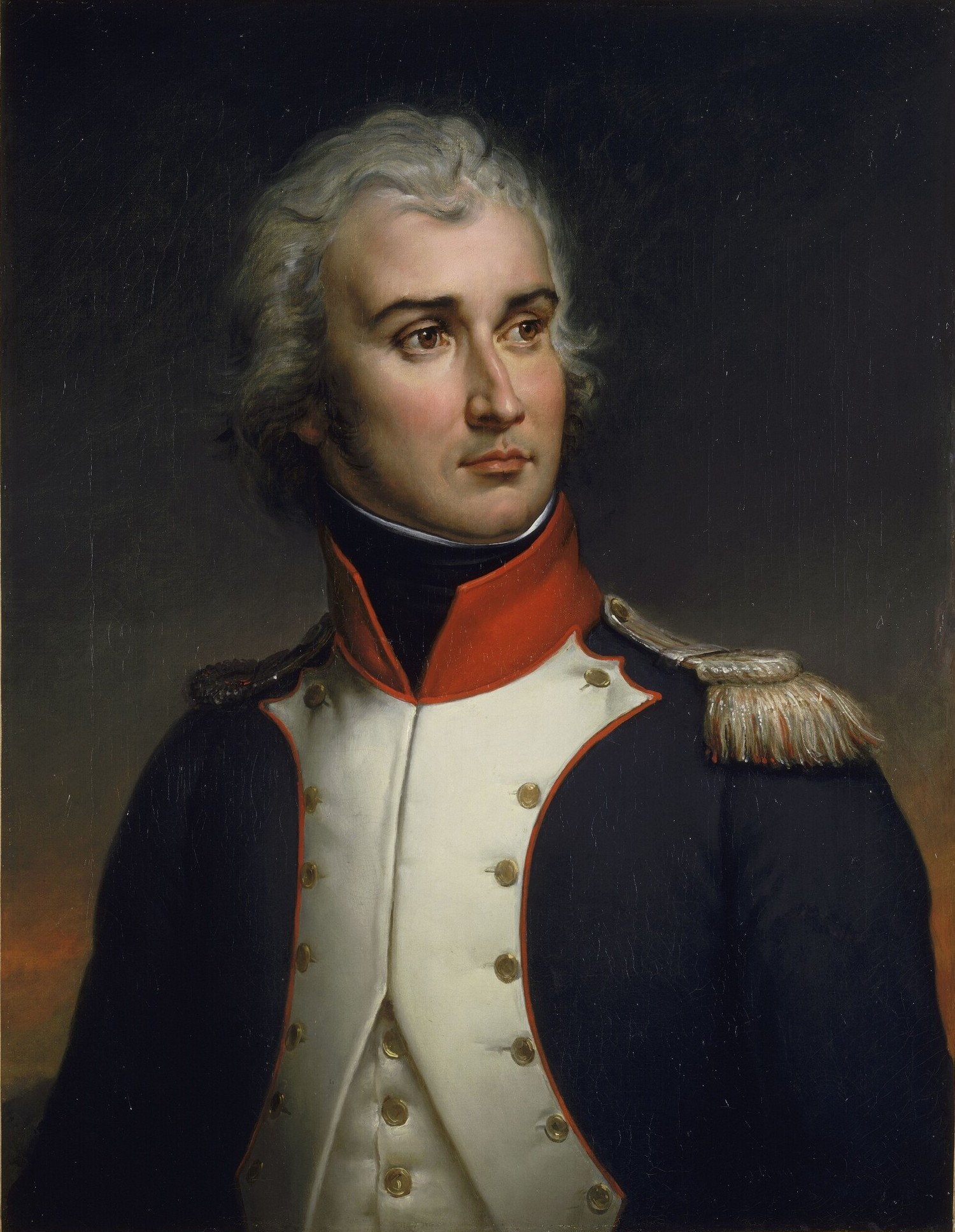
Лан як лейтенант 2-го батальйону Жерів у 1792 році, художник Жан-Батист Полен Герен(1835)

Після закінчення бойових дій проти Іспанії, Лан отримує під своє командування 105-ту лінійну напівбригаду яка увійшла до складу армії Італії. 23 листопада 1795-того року беручи участь у битві біля Лоано Лан знову проявив свої стратегічні уміння. Генерал Ожеро писав головнокомандувачу італійської армії Шерреру: «цей офіцер заслуговує велику похвалу та вдячність від нації». Однак у 1795 році в результаті реформ армії, запроваджених термідоріанцями, він був понижений у званні. Це його дуже обурило, і тому незабаром Жан подав у відставку. Здавалось, що на цьому кар'єра молодого офіцера на цьому закінчилась, але ні, Лану пощастило, рекомендації Ожеро та Шеррера дали про себе знати. Наполеон Бонапарт — новий головнокомандувач італійської армії, взяв їх до уваги. В 1796-му році генерал Бонапарт запросив Лана до війська, на що Лан із радістю погодився. Після переможних боїв у італійській кампанії у Бонапарта виросла довіра до Лана, він доручив йому безпеку свого штабу, це був початок тісних дружніх відносин Лана та Бонапарта, Лан ще не раз врятує йому життя.
Він піднявся до високого рангу, отримавши командування бригадою в дивізії генерала П'єра Ожеро, а згодом став командиром кількох батальйонів гренадерів авангарду. Лан відзначився в кожній битві та зіграв важливу роль у перемозі під Дего. 5 травня 1796 Лан показав свою хоробрість у бою під П'яченцою, коли на чолі авангарду гренадерів першим ступив на берег річки Требія, контрольований австрійцями. Лан був серед тих, хто у битві під Лоді потягнув солдатів за собою, не звертаючи уваги на вбивчий вогонь ворожої артилерії чим посприяв перемозі Наполеона. У битві біля Бассано (8 вересня 1796 р.) австрійці не змогли встояти під натиском французів, який очолив командир бригади Лан, який став справжнім героєм цього дня, захопивши два ворожих прапори. В битві під Арколе отримав численні поранення, але продовжував битися.
Лан вів авангард військ під командуванням Клода Віктора-Перрена під час вторгнення до Папської області. Коли він і невелика розвідувальна група натрапили на 300 папських кавалеристів, Лан запобіг небезпеці, вміло наказавши солдатам повернутися на базу, переконавши їх не атакувати.
Він був обраний Бонапартом супроводжувати його до Єгипту як командир однієї з бригад генерала Жана-Батиста Клебера, на цій посаді він дуже відзначився, особливо під час відступу з Сирії. 25 липня 1799 року в битві біля Абукіра Лана було серйозно поранено в стегно, після чого його направили до госпіталю.
Лан повернувся до Франції з Бонапартом і допомагав йому під час перевороту 18 брюмера . Після переходу Бонапарта на посаду консула Франції Лан отримав звання генерала дивізії та коменданта консульської варти.

## Наполеонівські війни

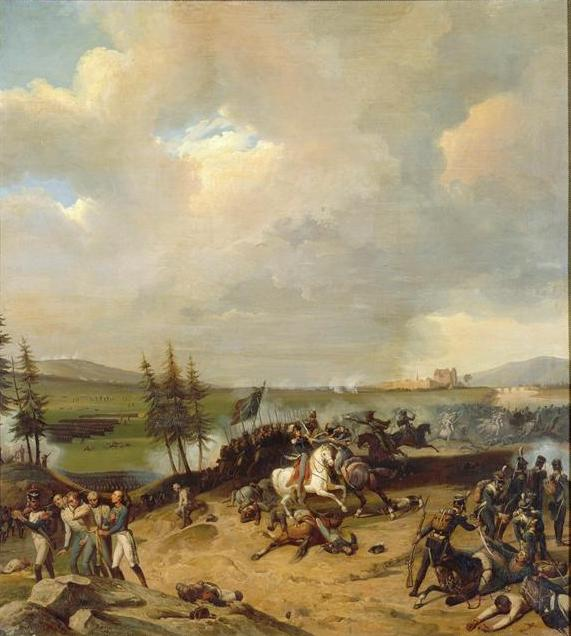
Перемога Лана в битві під Заальфельдом, 1806 року.

Після заснування Французької імперії він став одним із перших вісімнадцяти маршалів Імперії. В кампанії 1800-го року у Лана випала можливість проявити себе самостійним воєначальником в битві під Монтебелло, маючи 8,000 військових він зумів стримати оборону проти австрійського корпусу який налічував 18,000 бійців. Після приходу прикріплення йому вдалось перейти в контрнаступ до Тартоні захопивши 5,000 полонених. В кампанії 1805-го року Лан, будучи вже маршалом, командував 5-тим армійським корпусом. Під Аустерліцом він командував лівим крилом Великої Армії. Під час війни Четвертої коаліції Лан був на висоті, командуючи своїм корпусом, отримавши найбільшу заслугу в марші через Тюрингський ліс, у битві під Зальфельдом (яка сьогодні вивчається як модель у Французькому штабному коледжі) і в битві під Єною. В битві під Фрідландом Лан із 26,000 солдатами французької армії (потім на поміч прийде військо під командуванням Наполеона) блискуче здолав 62,000 військо Росії під командуванням Бенігсена. Ця битва поклала кінець війні четвертої коаліції.
У 1807 році Наполеон відновив Севезьке князівство (Зіверс), надавши його Лану після того, як Пруссія була змушена поступитися всіма своїми надбаннями після другого та третього поділів Польщі.
До вересня 1808-того року Лан відпочивав у колі сім'ї, аж поки його не викликали супроводжувати Наполеона на зустріч з Александром І. Також разом на зустріч були призвані Наполеоном маршали Бертьє, Даву та Сульт. Саме Лану випала нагода зустріти Александра І, Лан справив на нього гарне враження, потім в ході подій був нагороджений російським імператором орденом Андрія Первозванного.
25 жовтня 1808 року Лан отримав наказ від Наполеона про направлення до Іспанії, 23 листопада цього ж року 30,000-не військо Лана одержало нищівну перемогу в битві під Туделою над 45,000-им військом генерала Франциско Кастаньоса. У січні 1809-го року йому довелось захопити Сарагосу, супротив був неймовірно сильний, запеклі бої відбувались майже у кожному кутку, в яких брали участь навіть діти. Подолавши одну з найзатятіших оборонних дій в історії, Лан оволодів цим містом. Після цієї перемоги, у якій Лан вважав не було ніякого героїзму, він впав у відчай. Повернувшись назад до Франції, у Лана була зустріч із Наполеоном, під час якої Лан був у гніві, він закидував Бонапарта звинуваченнями, порівнюючи Наполеона з Чингісханом, а французьку армію з монгольською ордою.
У 1808 році Наполеон зробив його герцогом Монтебелло, а в 1809 році востаннє дав йому командування авангардом. Брав участь у боях біля Екмюля та наступі на Відень. Зі своїм корпусом він перевів французьку армію через річку Дунай і разом з маршалом Андре Массеною витримав головний удар австрійців у битві під Асперн-Есслінгом.

## Смерть

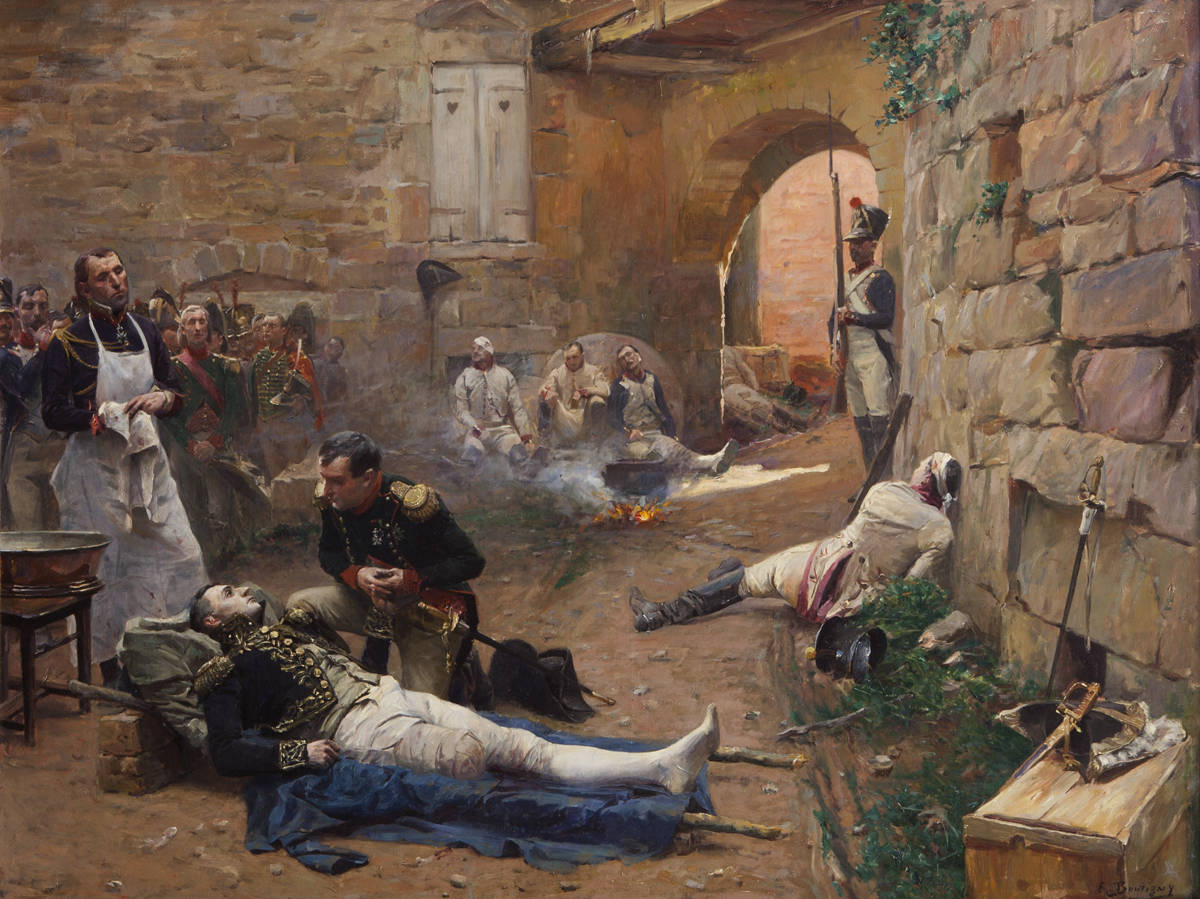
Смертельно поранений Лан, Поль-Еміль Бутіньї (1894)

В ході битви під Асперном яка відбулась 22 травня 1809 року Лан зміг відкинути австрійські війська, але велика кількість французької армії разом з боєприпасами все ще залишалася на іншому березі Дунаю. Щоб сповільнити просування ворога, австрійці на човнах влаштовували диверсії на мости та вели по них прицільний вогонь артилерією. Коли після важких боїв головний міст знову було сильно пошкоджено, Наполеон вирішує почати відступ.
Користуючись затишшям після чергової австрійської атаки, Лан вирішив обійти поле битви разом з своїм близьким другом, генералом Пузе, однак несподівано генералові прилетіло гарматне ядро у голову. Лан присів на пагорбі, недалеко від тіла генерала, закривши очі рукою та схрестивши ноги.
Поки він сидів, занурений у похмурі роздуми про свого друга, генерала П'єра Шарля Пузе, австрійський обстріл продовжувався і ще одне гарматне ядро після рикошету влучило в Жана саме там, де його коліна були схрещені. Лану роздробило ноги, маршал сказав: «Я поранений, це нічого особливого; подайте мені руку, щоб я піднявся». Він спробував піднятися, але не зміг.
Маршала доставили до госпіталю на острові Лобау, де головні хірурги почали його оперувати. Домінік Жан Ларрі за дві хвилини ампутував ліву ногу Лана, яка була найбільше пошкоджена. Він мужньо переніс болісну операцію. Як тільки все закінчилося, підійшов Наполеон, ставши навколішки біля носилок, заплакав та обійняв його.
Вранці 23 травня Лана переправляють на правий берег річки, розмістивши його в одному з будинків Еберсдорфа. Протягом чотирьох днів стан маршала здавався задовільним, і Лан вже говорив про те, щоб йому зробили штучну ногу, як в австрійського генерала Пальфі. Але в ніч з 27-го на 28-ме Лана раптово охопила гарячка і марення. Стан маршала погіршився, і жоден із присутніх лікарів не зміг врятувати його від гангрени, яка почалася. 29 травня Наполеон, вкрай засмучений, півгодини залишався біля ліжка свого друга, знаючи, що той приречений.
Вісім днів після отриманих травм, Лан помер на світанку 31 травня у віці 40 років.
Імператор прибув незабаром після цього; він оплакував Лана: «Яка втрата для Франції і для мене».
Спочатку його поховали в Будинку Інвалідів у Парижі, але в 1810 році після грандіозної церемонії його прах був ексгумований і повторно похований у паризькому Пантеоні.

## Сім'я
Лан був одружений двічі. Першою дружиною була Полет Мерік (Catherine Jeanne Josèphe Barbe Polette Meric), дочка багатого банкіра з Перпіньяна; народилася 1973 року в Перпіньяні. Пара одружилася 19 березня 1795 року. Шлюб був розірваний 18 травня 1800 року через подружню зраду дружини. Полет народила позашлюбного сина, Жана-Клода, поки Лан служив в Єгипті. Незважаючи на це, Жан-Клод (народився в м. Монтобан, 12 лютого 1799—1817) стверджував, що йому належить право первородства і титул пера в 1815—1817 роках, проте він помер поки справа розглядалася в суді в жовтні 1817 року.

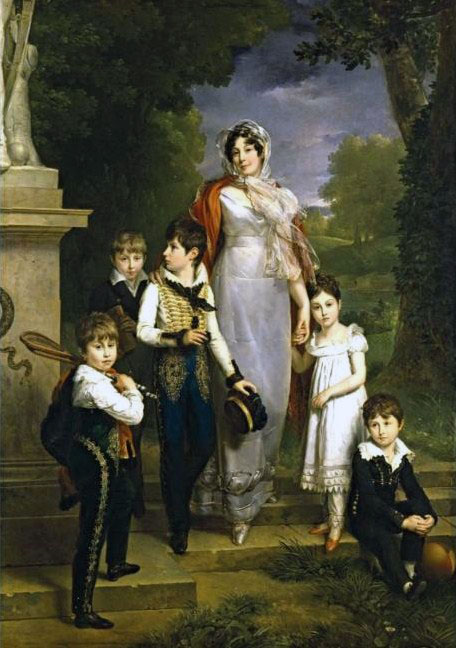
Дружина маршала з дітьми. Франсуа Паскаль Симон Жерар, між 1814 і 1817.

Другою дружиною стала Луїза де Ґеєнек (народилася 26 лютого 1782, Париж — померла 3 липня 1856, Париж), дочка сенатора і фінансиста Франсуа Шоластика де Ґеєнека. Шлюб відбувся 15 вересня 1800 року в Дорні. Подружжя любило одне одного, відомі листи Лана дружині, сповнені ніжності та любові. Після смерті маршала, його дружина так і не вийшла заміж, присвятивши своє життя вихованню дітей.
Луїза народила йому чотирьох синів і одну дочку:
- Луї Наполеон (30 липня 1801 року, Париж † 18 липня 1874 року, Марей-Сюр-І, департамент Марна), 2-й герцог де Монтебелло, французький дипломат і політичний діяч;
- Альфред-Жан (11 липня 1802 року, Лісабон † 20 червня 1861 року, Париж), 1-й граф де Монтебелло (9 березня 1810 року), французький політичний діяч;
- Жан Ерне (20 липня 1803 року, Лісабон † 24 листопада 1882 року, По), 1-й барон де Монтебелло (4 листопада 1810 року), французький політичний діяч;
- Густав Олів'є (4 грудня 1804 року, Париж † 29 серпня 1875 року, замок Блосвіль, Пендепі), барон де Монтебелло;
- Жозефіна Луїза (4 березня 1806 року, Париж † 8 листопада 1889 року, Париж).

Один з його прямих нащадків, Філіп Лан де Монтебелло, був директором Музею мистецтва Метрополітен з 1977 по 2008 рік.

## Нагороди і титули

малий герб маршала Лана

- 1-й герцог де Монтебелло (фр. 1er Duc de Montebello et de l'Empire; декрет з 19 березня 1808 року, патентна грамота 1 червня 1808 року в Байонні);
- Грошова дотація в розмірі 327,820 французьких франків від Герцогства Варшавського і Вестфальського королівства (30 червня 1807 року і 10 березня 1808 року).
- Почесна шабля за відзнаку під Маренго (6 липня 1800 року);
- Орден Почесного легіону (24 вересня 1803 року);
  - Великий офіцер Ордена Почесного легіону (14 червня 1804 року);
  - Знак Великого Орла Ордена Почесного легіону (2 лютого 1805 року);
  - Командир 9-ї когорти Ордена Почесного легіону;
- Командор Ордена Залізної корони (25 лютого 1806 року, Італія);
- Великий хрест Ордена Христа (28 лютого 1806 року, Португалія);
- Великий хрест Лицарського ордена Золотого орла (1807 рік, Вюртемберг);
- Великий хрест Військового ордена Святого Генріха (26 вересня 1807 року, Саксонія) ;
- Кавалер Ордена Святого апостола Андрія Первозванного (25 вересня 1808 року, Російська імперія);
- Кавалер Ордена Святого Александра Невського (25 вересня 1808 року, Російська імперія).

### Військова кар'єра
- волонтер 2-го батальйона департамента Жер (4 червня 1792 року);
- молодший лейтенант (20 червня 1792 року);
- лейтенант (25 вересня 1793 року);[9]
- капітан (21 жовтня 1793 року);[9]
- командир бригади (25 грудня 1793 року);
- бригадний генерал (9 вересня 1796 року, затверджений в званні 17 березня 1797 року);
- дивізійний генерал (10 травня 1799 року, затверджений в званні 23 квітня 1800 року);
- маршал Імперії (19 травня 1804 року);
- генерал-полковник швейцарців (13 вересня 1807 року).

## Пам'ять
Ім'я маршала нанесено на східну колону Тріумфальної арки в Парижі, його ім'ям також названо бульвар в 16 окрузі міста.
На його честь названо шоколадний торт «Gâteau au chocolat de la Maréchale de Lannes».

### Образ в фільмах
- «Наполеон» (Франція, Італія, 1955) — актор Жан Габен
- «Аустерліц» (Франція, Італія, Югославія, 1960) — актор Жорж Маршаль

### Пам'ятники

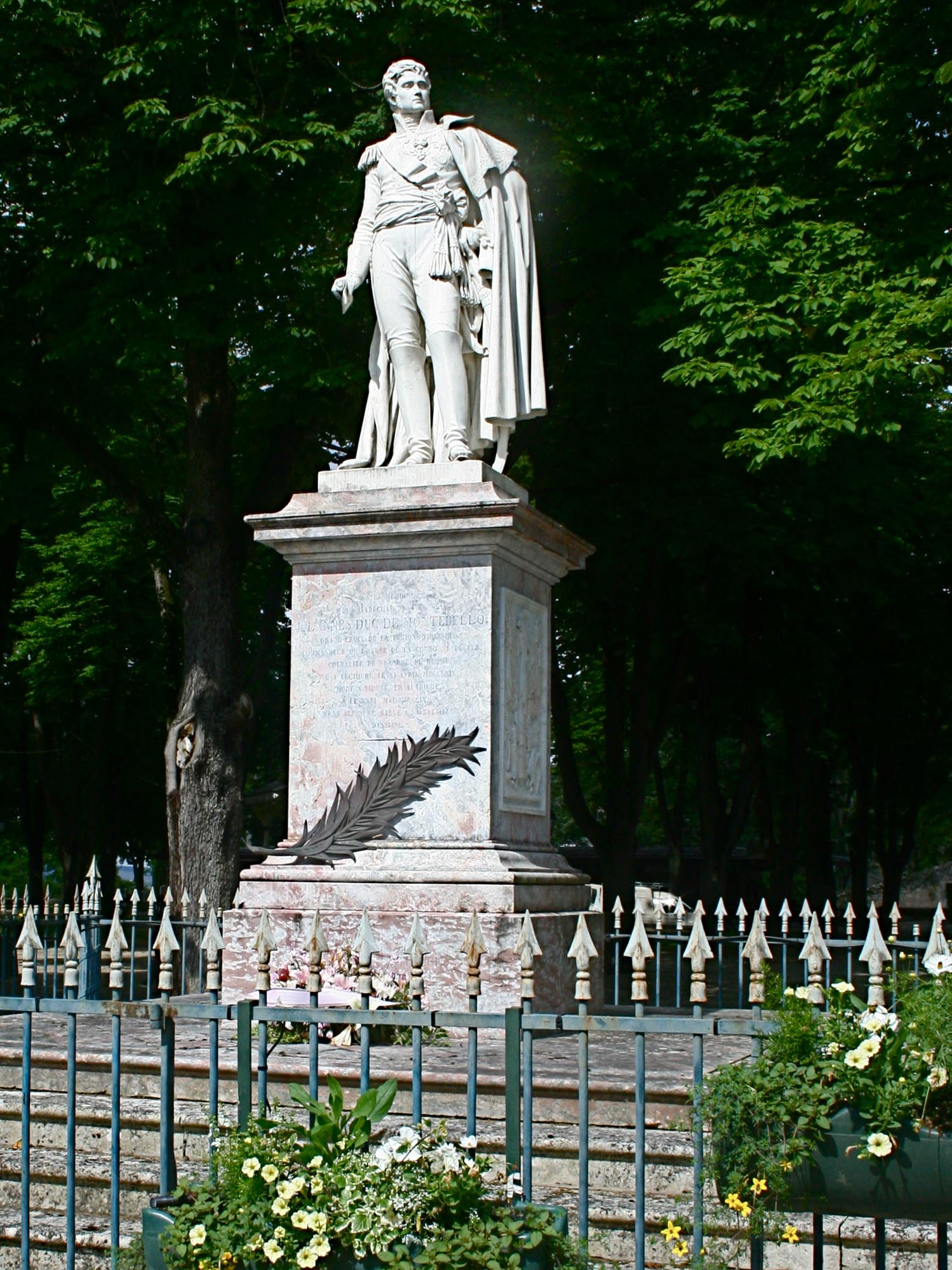
Жан-П'єр Корто, Пам'ятник маршалу Лану (1834), Лектур.
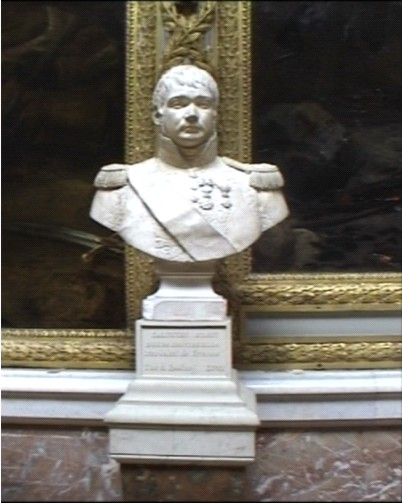
Франсуа Масон, Бюст маршала Лана, Версальський палац, galerie des Batailles.
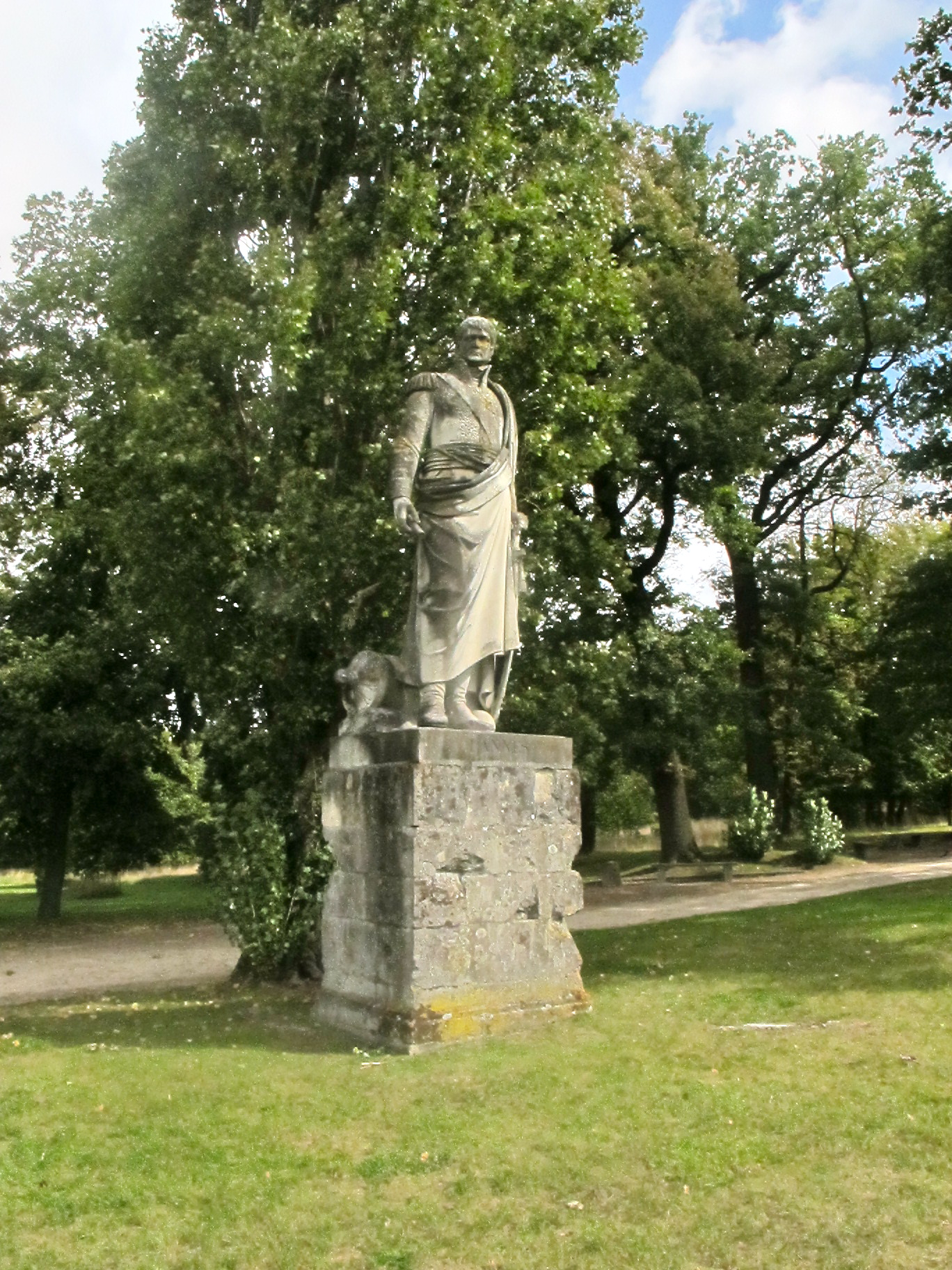
Шарль Антуан Калламар або Шарль-Рене Летьє, Жан Лан, герцог де Монтебелло, маршал Імперії, Військовий ліцей Сен-Сір[fr].

### Книги
- Thoumas, Charles (1891). Le maréchal Lannes. Париж: видавництво Calmann-Lévy. с. 388.